# Baskin-Robbins
Baskin-Robbins är en amerikansk multinationell kafékedja som säljer glass, kaffe, milkshake, parfait, smoothie och sundae. De hade år 2022 fler än 7 600 kaféer i 52 länder världen över. Kafékedjan ägs av förvaltningsbolaget Inspire Brands.

## Historik
Företaget grundades 1953 när svågrarna Burt Baskin och Irv Robbins la sina glassbutiker Burton's Ice Cream Shop (Pasadena) och Snowbird Ice Cream Shop (Glendale) i ett och samma ägarföretag och kedjan fick namnet Baskin-Robbins 31 Ice Cream. "31" i företagsnamnet var för att framhäva att de hade 31 olika glassmaker i sortimentet. År 1967 köptes Baskin-Robbins av United Fruit Company för tolv miljoner amerikanska dollar men det såldes vidare till brittiska J. Lyons and Co. för omkring 37 miljoner dollar bara sex år senare. Två år tidigare hade kafékedjan påbörjat en internationell expandering när de öppnade kafé i Toronto, Ontario i Kanada. År 1994 blev Allied-Lyons (tidigare J. Lyons and Co) fusionerad med Pedro Domecq S.A. och blev Allied-Domecq, Baskin-Robbins hamnade då i dotterbolaget Allied Domecq Quick Service Restaurants (ADQSR). Efter det blev ADQSR uppköpta två gånger, första gången var 2005 när det såldes till ett konsortium, bestående av flera riskkapitalbolag, och den andra gången var 2020 när Inspire Brands köpte det.